# Giovanni d’Azzo degli Ubaldini
Giovanni d’Azzo degli Ubaldini († Juni 1390 in Siena) war ein italienischer Condottiere.

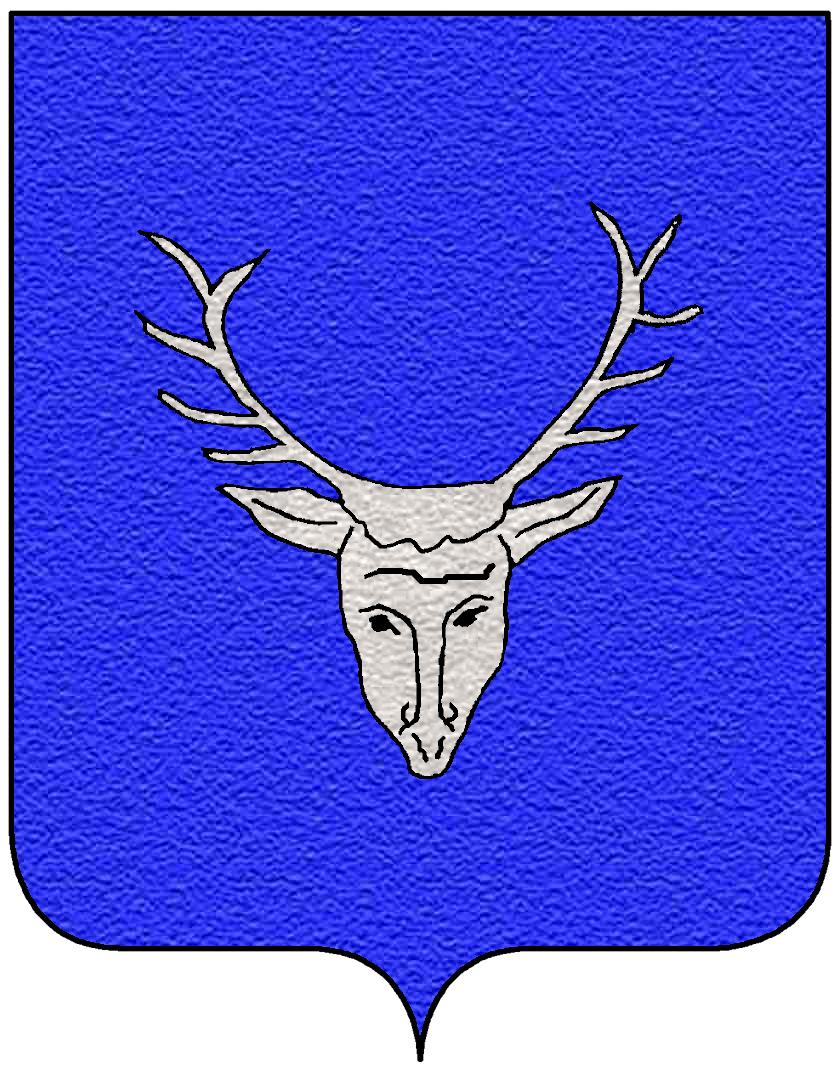
Ubaldini-Wappen

## Leben
Er begann seine Tätigkeit als Söldner im Jahr 1365, als er in der Compagnia di San Giorgio unter der Führung von Ambrogio Visconti gegen Florenz kämpfte.
Er operierte mit wechselndem Erfolg in den Marken, Umbrien und der Toskana. Nachdem die Kompanie aufgelöst wurde, kämpfte er gegen die Republik Siena.
Im Jahr 1384 verbündete er sich mit dem Söldnerhauptmann John Hawkwood und kämpfte in Siena und Ascoli. 1385 verlagerte er seine Aktivitäten in den Norden der Halbinsel, verbündete sich mit Giovanni da Barbiano gegen die Este von Ferrara und kämpfte im September desselben Jahres in Friaul gegen die Scaliger und die Venezianer, wobei er Portogruaro eroberte.
Im Februar 1386 besiegte er im Sold der Carraresi die von Cortesia Serego angeführte Miliz bei Ponte di Barbarano (Vi) und anschließend bei Montagnana. Im Juni lieferte er sich in der Schlacht von Brentelle eine erbitterte Schlacht, in der die erneut von Sarego befehligten Truppen der Scaliger besiegt wurden. Dabei wurden die Hauptgegner Facino Cane, Giovanni Ordelaffi, Ostasio II. da Polenta und Sarego selbst gefangen genommen und nach Padua gebracht. Im November 1386 verbündete er sich mit dem neuen Herrscher Mailands, Gian Galeazzo Visconti, und bekämpfte die Scaliger bis vor die Tore Veronas. Er belagerte ihre zahlreichen Burgen am Gardasee, darunter Peschiera, Lazise, Bardolino, Torri und Malcesine.
Im Jahr 1387 wurde er in Mailand zum Kapitän-General der Truppen der Familie Visconti ernannt. 1390 kämpfte er im Sold der Republik Siena gegen die Florentiner, wobei er von mehreren Condottieri unterstützt wurde, darunter Ceccolo Broglia und Brandolino Brandolini.
Er starb im Juni 1390 in Siena, möglicherweise durch eine Vergiftung, die von den Florentinern verübt wurde. Er wurde feierlich im Dom beigesetzt.